# Péter Bakosi
Péter Bakosi (23 giugno 1993) è un altista ungherese.

## Biografia
È arrivato ottavo ai Campionati Mondiali Juniores 2012 e quinto ai Campionati Europei Under 23 2015. Ha anche gareggiato ai Campionati Europei Under 23 2013, ai Campionati Europei Indoor 2015 e ai Campionati Europei Indoor 2017 senza raggiungere la finale.
7 volte campione assoluto e 10 volte indoor.
Il suo miglior salto personale è di 2,26 metri, ottenuto nel luglio 2016 a Miskolc.

## Palmarès
| Anno | Manifestazione    | Sede       | Evento        | Risultato | Prestazione | Note |
| ---- | ----------------- | ---------- | ------------- | --------- | ----------- | ---- |
| 2012 | Mondiali juniores | Barcellona | Salto in alto | 8º        | 2,13 m      |      |
| 2013 | Europei under 23  | Tampere    | Salto in alto | 23º (q)   | 2,09 m      |      |
| 2015 | Europei indoor    | Praga      | Salto in alto | 25º (q)   | 2,14 m      |      |
| 2015 | Europei under 23  | Tallinn    | Salto in alto | 5º        | 2,21 m      |      |
| 2017 | Europei indoor    | Belgrado   | Salto in alto | 17º (q)   | 2,10 m      |      |
| 2022 | Europei           | Monaco     | Salto in alto | 19º (q)   | 2,12 m      |      |
| 2023 | Europei indoor    | Istanbul   | Salto in alto | 9º (q)    | 2,14 m      |      |
| 2024 | Europei           | Roma       | Salto in alto | 25º (q)   | 2,07 m      |      |